# Campeonato Burquinense de Futebol
O Campeonato Burquinense de Futebol ou Burkinabé Premier League é a principal divisão do futebol de Burquina Fasso, realizado desde 1961.

## Participantes 2009-10
- Racing Club de Bobo. - (Bobo-Dioulasso).
- Etoile Filante Ouagadougou. - ([[Ouagadougou).
- Rail Club du Kadiogo. - (Ouagadougou).
- Bouloumpoukou FC. - (Koudougou).
- Union Sportive de la Comoé. - (Banfora).
- ASFA Yennega. - (Ouagadougou).
- Union Sportive des Forces Armées. - (Ouagadougou).
- Union Sportive du Yatenga. - (Ouahigouya).
- Bobo Sport. - (Bobo-Dioulasso).
- Sourou Sport. - (Tougan).
- AS Koupèla. - (Koupèla]]).
- AS SONABEL. - (Ouagadougou).
- AS Maya. - (Bobo-Dioulasso).
- Sama Sport. - (Boromo).

## Campeões
| Ano  | Campeão        | #  |
| ---- | -------------- | -- |
| 1961 | Bobo           | 1  |
| 1962 | Étoile Filante | 1  |
| 1963 | Abidjan-Niger  | 1  |
| 1964 | Abidjan-Niger  | 2  |
| 1965 | Étoile Filante | 2  |
| 1966 | Bobo           | 2  |
| 1967 | Ouagadougou    | 1  |
| 1968 | Abidjan-Niger  | 3  |
| 1969 | USFA           | 1  |
| 1970 | USFA           | 2  |
| 1971 | USFA           | 3  |
| 1972 | Racing         | 1  |
| 1973 | Faso-Yennenga  | 1  |
| 1974 | Silures        | 1  |
| 1975 | Silures        | 2  |
| 1976 | Silures        | 3  |
| 1977 | Silures        | 4  |
| 1978 | Silures        | 5  |
| 1979 | Silures        | 6  |
| 1980 | Silures        | 7  |
| 1983 | Ouagadougou    | 2  |
| 1984 | USFA           | 4  |
| 1985 | Étoile Filante | 3  |
| 1986 | Étoile Filante | 4  |
| 1987 | USFA           | 5  |
| 1988 | Étoile Filante | 5  |
| 1989 | Faso-Yennenga  | 2  |
| 1990 | Étoile Filante | 6  |
| 1991 | Étoile Filante | 7  |
| 1992 | Étoile Filante | 8  |
| 1993 | Étoile Filante | 9  |
| 1994 | Étoile Filante | 10 |
| 1995 | Faso-Yennenga  | 3  |
| 1996 | Racing         | 2  |
| 1997 | Racing         | 3  |
| 1998 | USFA           | 6  |
| 1999 | Faso-Yennenga  | 4  |
| 2000 | USFA           | 7  |
| 2001 | Étoile Filante | 11 |
| 2002 | Faso-Yennenga  | 5  |
| 2003 | Faso-Yennenga  | 6  |
| 2004 | Faso-Yennenga  | 7  |
| 2005 | Kadiogo        | 1  |
| 2006 | Faso-Yennenga  | 8  |
| 2007 | Commune        | 1  |
| 2008 | Étoile Filante | 12 |
| 2009 | Faso-Yennenga  | 9  |
| 2010 | Faso-Yennenga  | 10 |
| 2011 | Faso-Yennenga  | 11 |
| 2012 | Faso-Yennenga  | 12 |
| 2013 | Faso-Yennenga  | 13 |
| 2014 | Étoile Filante | 13 |
| 2015 | Racing         | 4  |
| 2016 | Kadiogo        | 2  |
| 2017 | Kadiogo        | 3  |
| 2018 | Bobo           | 3  |
| 2019 | Rahimo         | 1  |

## Performance por clube
| Clube          | Cidade         | Titúlos | Anos                                                                          |
| -------------- | -------------- | ------- | ----------------------------------------------------------------------------- |
| Faso-Yennenga  | Ouagadougou    | 13      | 1973, 1989, 1995, 1999, 2002, 2003, 2004, 2006, 2009, 2010, 2011, 2012, 2013. |
| Étoile Filante | Ouagadougou    | 13      | 1965, 1985, 1986, 1988, 1990, 1991, 1992, 1993, 1994, 2001, 2008, 2014        |
| Silures        | Bobo Dioulasso | 7       | 1974, 1975, 1976, 1977, 1978, 1979, 1980                                      |
| USFA           | Ouagadougou    | 7       | 1969, 1970, 1971, 1984, 1987, 1998, 2000.                                     |
| Racing         | Bobo Dioulasso | 4       | 1972, 1996, 1997, 2014–15                                                     |
| Abidjan-Niger  | Ouagadougou    | 3       | 1963, 1964, 1968                                                              |
| Kadiogo        | Kadiogo        | 3       | 2004-05, 2015-16, 2016–17                                                     |
| Bobo           | Bobo Dioulasso | 3       | 1961, 1966, 2017–18                                                           |
| Ouagadougou    | Ouagadougou    | 2       | 1967, 1983                                                                    |
| Commune        | Ouagadougou    | 1       | 2007                                                                          |
| Rahimo         | Bobo Dioulasso | 1       | 2019                                                                          |

## Participações  por clubes na CAF

### Liga dos  Campeões
| Clube          | N° | Anos                                                                               |
| -------------- | -- | ---------------------------------------------------------------------------------- |
| Faso-Yennenga  | 14 | 1972, 1973, 1990, 1996, 2000, 2003, 2004, 2005, 2007, 2010, 2011, 2012, 2013, 2014 |
| Étoile Filante | 11 | 1966, 1986, 1989, 1991, 1992, 1994, 1995, 2002, 2008, 2009, 2015                   |
| Silures        | 7  | 1975, 1976, 1977, 1978, 1979, 1980, 1981                                           |
| Bobo           | 4  | 1967, 1970, 1997, 2019                                                             |
| USFA           | 3  | 1985, 1999, 2001                                                                   |
| Racing         | 3  | 1997, 1998, 2016                                                                   |
| Kadiogo        | 3  | 2006, 2017, 2018                                                                   |
| Ouagadougou    | 2  | 1968, 1984                                                                         |
| Abidjan-Niger  | 1  | 1969                                                                               |

## Campeões Invictos
| Ano     | Equipe        | J  | V  | E | D | GM | GS | SG  | Pts. |
| ------- | ------------- | -- | -- | - | - | -- | -- | --- | ---- |
| 2008-09 | ASFA Yennenga | 26 | 17 | 9 | 0 | 39 | 8  | +31 | 60   |